# 평안북도지사
평안북도지사(平安北道知事)는 이북5도 가운데 하나인 평안북도의 행정사무를 관장하는 단체장이자 차관급 고위공무원이다. 이북5도는 대한민국의 실효 지배 구역이 아니기 때문에 다른 광역자치단체장과 달리 대한민국 국민의 직접 선거로 선출되지 않으며, 대통령이 임명 권한을 갖는다. 행정안전부 산하 이북5도위원회가 해당 사무를 관할한다.

## 역대 도지사

### 일제강점기
| 호적   | 이름              | 한자 표기   | 재임 기간                           | 비고                              |
| ------ | ----------------- | ----------- | ----------------------------------- | --------------------------------- |
| 내지인 | 가와카미 쓰네오   | 川上 常郎   | 1910년 10월 1일 - 1916년 11월 14일  | 평안북도 장관                     |
| 내지인 | 후지카와 리자부로 | 藤川 利三郎 | 1916년 11월 14일 - 1919년 9월 26일  | 장관, 1919년 8월부터 평안북도지사 |
| 내지인 | 이이오 도지로     | 飯尾 藤次郎 | 1919년 9월 26일 - 1923년 2월 24일   |                                   |
| 내지인 | 이쿠타 세이자부로 | 生田 清三郎 | 1923년 2월 24일 - 1925년 6월 15일   |                                   |
| 내지인 | 다니 다키마       | 谷 多喜磨   | 1925년 6월 15일 - 1929년 11월 28일  |                                   |
| 내지인 | 이시카와 도모리   | 石川 登盛   | 1929년 11월 28일 - 1932년 12월 13일 |                                   |
| 내지인 | 하시 모리사다     | 土師 盛貞   | 1932년 12월 13일 - 1935년 4월 1일   |                                   |
| 내지인 | 오타케 주로       | 大竹 十郎   | 1935년 4월 1일 - 1936년 5월 21일    |                                   |
| 내지인 | 미자 사스가       | 美座 流石   | 1936년 5월 21일 - 1939년 3월 15일   |                                   |
| 내지인 | 니시모토 게이조   | 西本 計三   | 1939년 3월 15일 - 1940년 9월 2일    |                                   |
| 내지인 | 고 야스히코       | 高 安彦     | 1940년 9월 2일 - 1941년 11월 19일   |                                   |
| 내지인 | 시라이시 고지로   | 白石 光治郎 | 1941년 11월 19일 - 1943년 7월 17일  |                                   |
| 내지인 | 노부하라 사토루   | 信原 聖     | 1943년 7월 17일 - 1945년 3월 28일   |                                   |
| 내지인 | 야마지 야스유키   | 山地 靖之   | 1945년 3월 28일 - 1945년 8월 15일   | 광복                              |

### 광복 이후 (이북5도)
| 대수 | 이름   | 임기 시작             | 임기 종료        | 출신지(실향민, 2세, 3세) |
| ---- | ------ | --------------------- | ---------------- | ------------------------ |
| 1    | 백영업 | 1949년 2월 15일       | 1970년 11월 10일 | 의주군                   |
| 2    | 이하영 | 1970년 11월 11일      | 1979년 4월 25일  | 철산군                   |
| 3    | 이석봉 | 1979년 4월 26일       | 1988년 5월 일    | 선천군                   |
| 4    | 안치순 | 1988년 5월 30일       | 1988년 12월 13일 | 벽동군                   |
| 5    | 김사성 | 1988년 12월 31일      | 1992년 3월 일    | 희천군                   |
| 6    | 장정렬 | 1992년 4월 15일       | 1998년 3월 일    | 용천군                   |
| 7    | 심기철 | 1998년 3월 17일       | 2000년 12월 일   | 구성군                   |
| 8    | 백형린 | 2000년 12월 5일 일    | 2003년 5월 일    | 용천군                   |
| 9    | 차인태 | 2003년 5월 일         | 2007년 2월 일    | 벽동군                   |
| 10   | 백도웅 | 2007년 4월 9일        | 2009년 11월 16일 | 의주군                   |
| 11   | 백영철 | 2009년 11월 17일      | 2012년 9월 17일  | 용천군                   |
| 12   | 백구섭 | 2012년 9월 17일       | 2016년 9월 27일  | 태천군                   |
| 13   | 김영철 | 2016년 9월 29일       | 2019년 8월 23일  | 선천군                   |
| 14   | 오영찬 | 2019년 8월 27일       | 2022년 7월 14일  | 신의주시                 |
| 15   | 양종광 | 2022년 7월 25일(영전) | 2024년 8월 2일   | 영변군                   |
| 16   | 이세웅 | 2024년 8월 2일        | 현직             | 의주군                   |